# Pontodromia nambis
Pontodromia nambis är en tvåvingeart som beskrevs av Patrick Grootaert 1994. Pontodromia nambis ingår i släktet Pontodromia och familjen puckeldansflugor. Inga underarter finns listade i Catalogue of Life.